# Magic Pinocchio
Albums de Pinocchio
Mon Alboum !
(2005) On va sauver la planète
(2007)
Singles
1. Pinocchio le clown
Sortie : 2007
2. L'Oiseau électrique
Sortie : 2007

Magic Pinocchio est le troisième album studio de Pinocchio (le deuxième francophone) et il sortit en mars 2007. L'album arrive 196e en France et 50e en Autriche, ce qui prouve que cet album reçoit un bien moindre succès que les deux précédents. Deux singles en sont extraits : Pinocchio le clown, qui arrive 20e en France, et L'Oiseau électrique, 38e au classement français. Le single Lesst uns lachen est un titre, traduction du single Pinocchio le clown, qui est inclus dans l'album Magic Pinocchio en autrichien et qui arrive 53e dans le même pays.
Sans compter ce bonus, l'opus contient 10 titres et aucun karaoké.

## Liste des titres
1. Pinocchio le clown (2:38)
2. Mon orchestration (3:40)
3. Pinocchio l'agent secret (2:27)
4. L'oiseau électrique (3:19)
5. Comme une rockstar (3:05)
6. Pinocchio le policier (2:52)
7. Pin pon (2:33)
8. P'tit cowboy (2:54)
9. Circus melody (2:56)
10. Bonne nuit Pinocchio (2:50)
11. Lasst uns lachen (2:38) (seulement pour l'Autriche)

## Singles extraits
- Pinocchio le clown (20e en France)
- L'oiseau électrique (38e en France)
- Lasst uns lachen (53e en Autriche)

## Pochette et artwork
La pochette, comme celles des deux premiers opus, est véritablement basée sur le thème de l'enfance. Plus particulièrement, cette fois-ci, sur le cirque. On voit Pinocchio déguisé en clown et tenant dans sa main son amie Marilou et sa grenouille. Le fond est bleu et rempli d'étoiles. Le nom de l'artiste est inscrit nulle part. Mais le titre de l'album, Magic Pinocchio est écrit en haut, au milieu et en bleu et rouge.

## Réception

### En France
L'album reçoit un très faible succès. En effet, celui-ci n'arrive à atteindre seulement la 196e place des meilleures ventes de disques en France. L'opus se vend à un peu moins de 3 000 exemplaires et il est considéré, donc, comme un échec commercial.

### En Autriche
Cette fois, l'opus reçoit un meilleur succès qu'en France, mais cela ne suffit pas pour considérer l'album comme un disque d'or. En effet, l'opus arrive 50e des ventes en Autriche. Ce qui est beaucoup mieux qu'en France, mais qui reste cependant moins bon que son prédécesseur, Mein Album !